# Neverita reclusiana
Neverita reclusiana är en snäckart som först beskrevs av Gérard Paul Deshayes 1839.  Neverita reclusiana ingår i släktet Neverita och familjen borrsnäckor. Inga underarter finns listade i Catalogue of Life.